# Matilda Söderlund

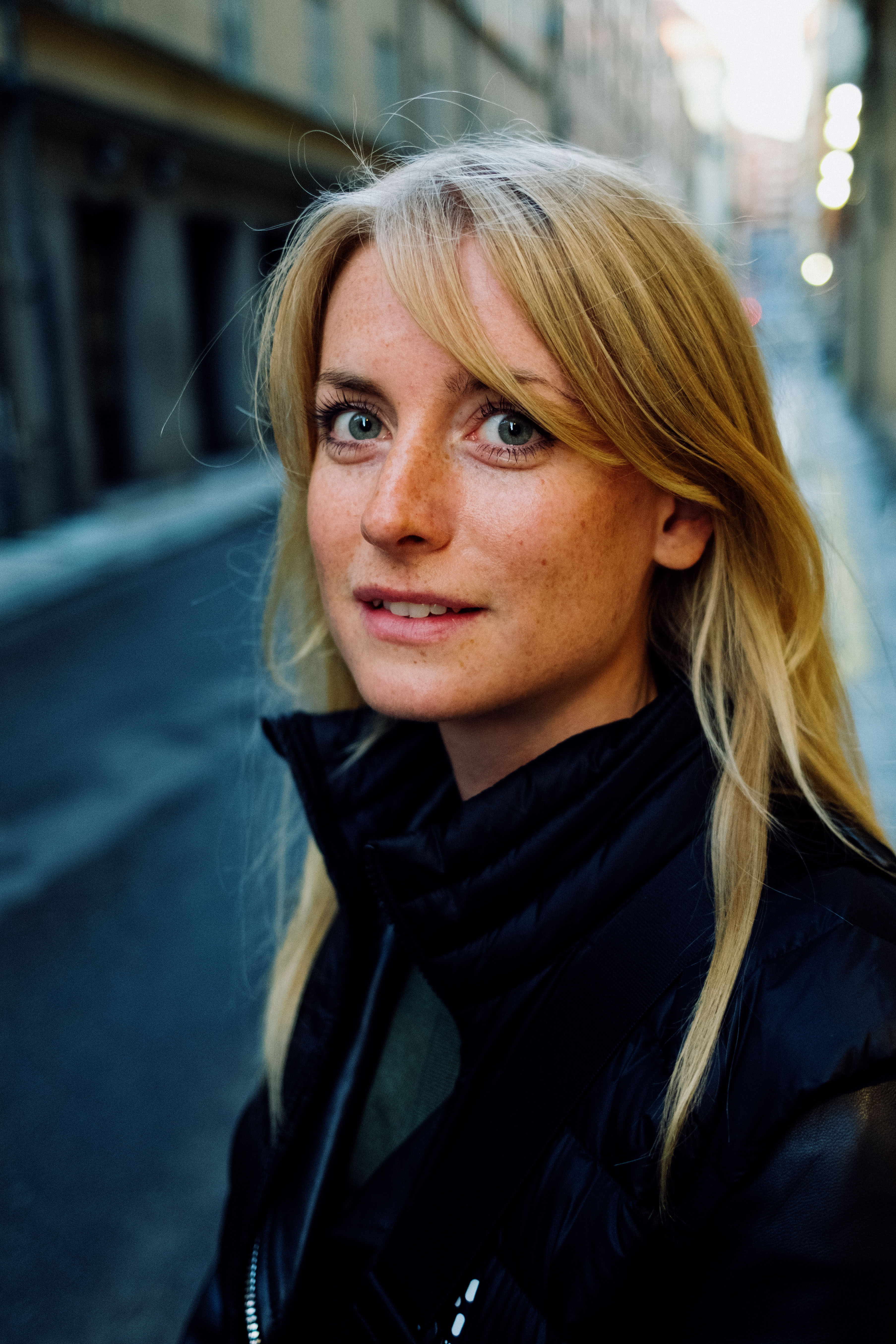
Matilda Söderlund 2022

Matilda Söderlund, född 21 maj 1992 i Stockholm, är en professionell klättrare.
Den 17 oktober 2019 blev Söderlund den första nordiska kvinnan någonsin att klättra en led med graderingen 9a. Leden var The Elder Statesman i Frankenjura, Tyskland. Matilda Söderlund är en av 20 kvinnor i världen som har klarat klättra en led med graderingen 9a. I april 2018 blev hon den första kvinnan som klarade leden ”Golden For a Moment” med graderingen 8c i Utah, USA. 2012 kom Matilda Söderlund 6:a i VM i Frankrike. Matilda Söderlund utgjorde, tillsammans med klättrarna Sasha DiGulian och Brette Harrington, det första kvinnliga teamet att den 12 september 2022 bestiga en storvägg med svårighetsgraden 8c, leden Rayu till toppen av berget Peña Santa i Spanien. År 2022 öppnade Söderlund egna klättergymmet "Moumo" på Södermalm i Stockholm . Söderlund har studerat vid Handelshögskolan i Stockholm och diplomerade 2017. Matilda Söderlund är kusin med uppfinnaren Simone Giertz . 